# Atlantarctia tigrina
Atlantarctia tigrina là một loài bướm đêm thuộc phân họ Arctiinae, họ Erebidae. Nó được tìm thấy ở bán đảo Iberia và the South của Pháp và Ý.
Ấu trùng ăn nhiều loại cây khác nhau, bao gồm Syringa, Euphorbia và Genista.

## Hình ảnh

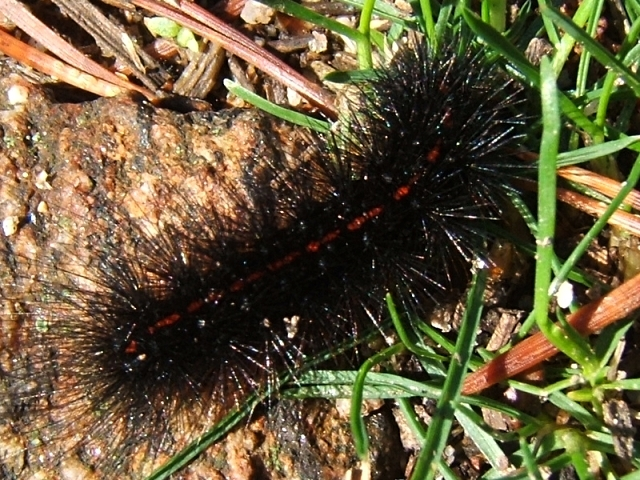